# Оболонська сільська рада (Коропський район)
Оболо́нська сільська́ ра́да — адміністративно-територіальна одиниця та орган місцевого самоврядування в Коропському районі Чернігівської області. Адміністративний центр — село Оболоння.

## Загальні відомості
- Територія ради: 82,495 км²
- Населення ради: 971 особа (станом на 2001 рік)

Оболонська сільська рада зареєстрована 1923 року. Стала однією з 25-ти сільських рад Коропського району і одна з 17-ти, яка складається більше, ніж з одного населеного пункту.
На території сільради діє Оболонська ЗОШ І-ІІІ ст.

## Населені пункти
Сільській раді підпорядковані населені пункти:
- с. Оболоння (897 осіб)
- с. Гута (32 особи)
- с-ще Лиса Гора (39 осіб)
- с. Поляна (3 особи)

## Склад ради
Рада складається з 16 депутатів та голови.
- Голова ради: Гавриленко Володимир Дмитрович
- Секретар ради: Гавриленко Людмила Миколаївна

### Керівний склад попередніх скликань
| Прізвище, ім'я, по батькові    | Основні відомості                                                                       | Дата обрання | Дата звільнення |
| ------------------------------ | --------------------------------------------------------------------------------------- | ------------ | --------------- |
| Ступак Любов Петрівна          | Сільський голова, 1963 року народження, позапартійна                                    | 26.03.2006   | 31.10.2010      |
| Гавриленко Володимир Дмитрович | Сільський голова, 1967 року народження, освіта середня спеціальна, член Партії регіонів | 31.10.2010   |                 |

Примітка: таблиця складена за даними сайту Верховної Ради України

### Депутати
За результатами місцевих виборів 2010 року депутатами ради стали:

#### За суб'єктами висування
| Суб'єкт висування             | Кількість обраних депутатів | %    |
| ----------------------------- | --------------------------- | ---- |
| Самовисування                 | 8                           | 50   |
| Партія регіонів               | 7                           | 43,8 |
| Політична партія «Фронт Змін» | 1                           | 6,3  |

#### За округами
| № округу                      | Прізвище, ім'я, по батькові       | Дата визнання обраним | Освіта             | Партійна приналежність                        | Відомості про обраного депутата             |
| ----------------------------- | --------------------------------- | --------------------- | ------------------ | --------------------------------------------- | ------------------------------------------- |
| Партія регіонів               |                                   |                       |                    |                                               |                                             |
| 2                             | Желіховський Олександр Васильович | 01.11.2010            | середня            | член Партії регіонів                          | Оболонська загальноосвітня школа, ремонтник |
| 4                             | Федько Галина Олексіївна          | 01.11.2010            | вища               | член Партії регіонів                          | Оболонська с/р, бухгалтер                   |
| 6                             | Кічкайло Володимир Михайлович     | 01.11.2010            | вища               | член Партії регіонів                          | Мезинський НПП, інженер                     |
| 9                             | Копилов Анатолій Петрович         | 01.11.2010            | вища               | член Партії регіонів                          | Мезинський НПП, начальна ПОНДВ              |
| 10                            | Гавриленко Валентина Григорівна   | 01.11.2010            | вища               | член Партії регіонів                          | Оболонська с/р, секретар                    |
| 13                            | Макієнко Ольга Петрівна           | 01.11.2010            | середня            | член Партії регіонів                          | Ощадкаса, касир                             |
| 16                            | Ковпинець Олена Іванівна          | 01.11.2010            | середня            | член Партії регіонів                          | Бібліотека, бібліотекар                     |
| Політична партія «Фронт Змін» |                                   |                       |                    |                                               |                                             |
| 3                             | Гавриленко Людмила Миколаївна     | 01.11.2010            | середня            | член Політичної партії «Фронт Змін»           | тимчасово не працює                         |
| Самовисування                 |                                   |                       |                    |                                               |                                             |
| 1                             | Чусь Валентина Миколаївна         | 01.11.2010            | середня            | член Всеукраїнського об'єднання «Батьківщина» | Клубний працівник, директор БК              |
| 5                             | Андрійченко Сергій Миколайович    | 01.11.2010            | середня            | позапартійний                                 | тимчасово не працює                         |
| 7                             | Пильник Анатолій Романович        | 01.11.2010            | середня            | позапартійний                                 | Гутянське лісництво, майстер лісу           |
| 8                             | Литвиненко Валентина Михайлівна   | 01.11.2010            | середня            | позапартійна                                  | Оболонське СТ, голова оболонського СТ       |
| 11                            | Прохоренко Анатолій Вікторович    | 01.11.2010            | вища               | позапартійний                                 | Оболонська с/ш, вчитель                     |
| 12                            | Братанич Володимир Миколайович    | 01.11.2010            | середня            | член Всеукраїнського об'єднання «Батьківщина» | Оболонський БК, худ керівник                |
| 14                            | Федоренко Олексій Сергійович      | 01.11.2010            | вища               | позапартійний                                 | Оболонська с/ш, вчитель                     |
| 15                            | Федько Сергій Миколайович         | 24.02.2013            | середня спеціальна | позапартійний                                 | СЛП «Агролісгосп», лісник                   |